# التعذيب في البحرين
التعذيب في البحرين يشير إلى انتهاك البحرين التزاماتها بوصفها عضو في اتفاقية الأمم المتحدة لمناهضة التعذيب وغيره من ضروب المعاملة أو العقوبة القاسية أو اللاإنسانية أو المهينة. وغيرها من المعاهدات الدولية وتجاهلها لحظر التعذيب المنصوص عليه في القانون البحريني.
كان التعذيب ممارسة روتينية في البحرين بين عامي 1975 و1999، وخلال الفترة التي كان فيها قانون أمن الدولة لعام 1974 . وفي عام 1999، حصل الشيخ حمد بن عيسى آل خليفة على العرش ، وأعلن عن حقبة من المصالحة الوطنية. ألغي قانون أمن الدولة في عام 2001 لكن على الرغم من الجهود المبذولة لتعزيز احترام سيادة القانون، كانت هناك مزاعم مستمرة عن التعذيب وسوء المعاملة، ضد نشطاء المعارضة والمدافعين عن حقوق الإنسان على وجه الخصوص.